# Svenska tunnbinderiarbetareförbundet
Svenska tunnbinderiarbetareförbundet var ett svenskt fackförbund inom Landsorganisationen (LO) som bildades 1892 och upplöstes då det 1936 uppgick i Svenska träindustriarbetareförbundet. 

## Historia
- 1885 bildades den första tunnbinderiarbetarefackföreningen i Stockholm och flera tillkom åren därefter ute i landet.
- 1892 samlades representanter för fyra föreningar i Stockholm och bildade Svenska tunnbinderiarbetareförbundet. Ordförande blev M. L. Svanström.
- 1909 deltog förbundet i storstrejken vilket ledde till en nedgång i medlemsantalet från 485 till 384.
- 1923 hade förbundet 333 medlemmar. [1]
- 1930 inrättades en begravningsfond.
- 1935 hölls kongress i Stockholm med endast 13 ombud. Trätunnor ersattes av annat emballage och yrkeskåren tunnades ut. Förbundet hade nu 14 avdelningar med totalt 188 medlemmar.
- 1936 upplöstes förbundet och uppgick i Svenska träindustriarbetareförbundet.

## Referenser

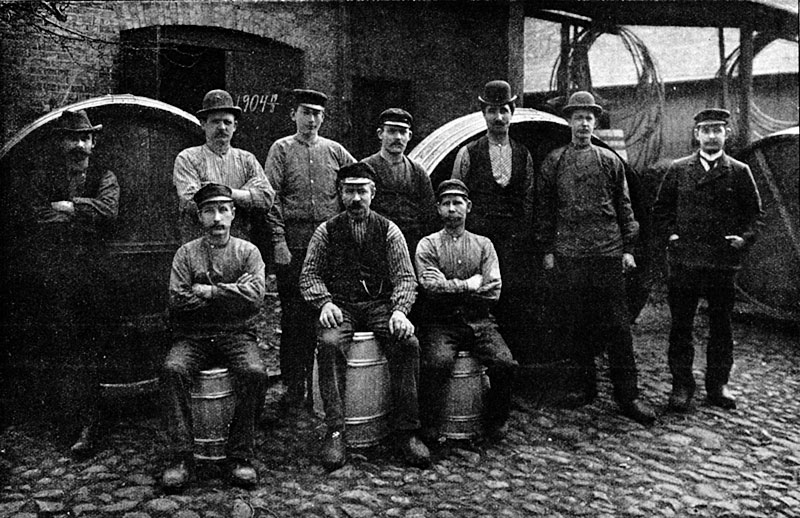
Tunnbindare vid F. Stillmans tunnbinderi i Malmö omkring 1905.